# یاوگوین
یاوگوین شهری در شهرستان پوا در استان بولکیمده در بورکینافاسوی غربی مرکزی است جمعیت آن ۳۴۸۵ نفر است.